# Ketil Solvik-Olsen
Ketil Solvik-Olsen, født 14. februar 1972 i Time i Rogaland, er en norsk politiker i Fremskrittspartiet.Fra 26 Maj 2013 har han været anden vicepartileder. Fra 16. oktober 2013 til 31. august 2018 var han transportminister i Regeringen Solberg. Han var medlem af Stortinget for Rogaland 2005-2013 og har været parlamentarisk erstatning siden 2013, senest genvalgt for perioden 2017-2021. Fra oktober 2011 var han Fremskrittspartiets finanspolitiske talsmand.